# Dahmsopottekina micracantha
Dahmsopottekina micracantha is een eenoogkreeftjessoort uit de familie van de Canthocamptidae. De wetenschappelijke naam van de soort is voor het eerst geldig gepubliceerd in 1981 door Gamo.